# René-Antoine Ferchault de Réaumur
René-Antoine Ferchault de Réaumur (/ʁə.ˈne ɑ̃.ˈtwan fɛʁ.ˈʃo də ʁe.o.ˈmyr/; La Rochelle, 28 febbraio 1683 – Saint-Julien-du-Terroux, 17 ottobre 1757) è stato uno scienziato e fisico francese, noto per i suoi studi sulla temperatura: da lui prende il nome la scala Réaumur.

## Biografia
Venne educato agli studi filosofici nel collegio gesuita di Poitiers, e nel 1699 si trasferì a Bourges per seguire lo studio di legge, matematica e fisica, dietro la tutela di uno zio canonico a La Sainte-Chapelle.
Nel 1703 si trasferì a Parigi dove continuò gli studi matematici di fisica e nel 1708 all'età di 24 anni divenne membro dell'Académie des Sciences. Da allora per almeno cinquant'anni non trascorse anno nel quale le Mémoires de l'Académie non contenessero un saggio di Réaumur.
Inizialmente i suoi studi si focalizzarono sulla matematica, e soprattutto nella geometria. Nel 1710 venne nominato membro di un importante progetto scientifico nazionale, ovvero la classificazione di tutte le arti e le manifatture, che portò alla scoperta di nuove attività produttive e alla riqualificazione di quelle ormai cadute in disuso. 
Per le sue scoperte nel campo della produzione metallurgica di ferro ed acciaio venne insignito di una pensione di 12.000 livree, ma lo studioso, pago del proprio stipendio personale, donò la rendita all'Académie des Sciences, per incentivare e promuovere nuovi esperimenti.
Nel 1731 le sue attenzioni scientifiche si focalizzarono sulla meteorologia inventando così la scala per la misurazione delle temperature che porta il suo nome, ovvero la scala Réaumur. Essa era largamente diffusa per i termometri da utilizzare nei caseifici durante la coagulazione del latte ; in particolare mediante il termometro tipo Gerber
Nel 1735 per motivi familiari accettò il posto di comandante ed intendente dell'ordine militare di San Luigi, ottemperando i suoi doveri senza accettare alcun ritorno economico.

## Opere

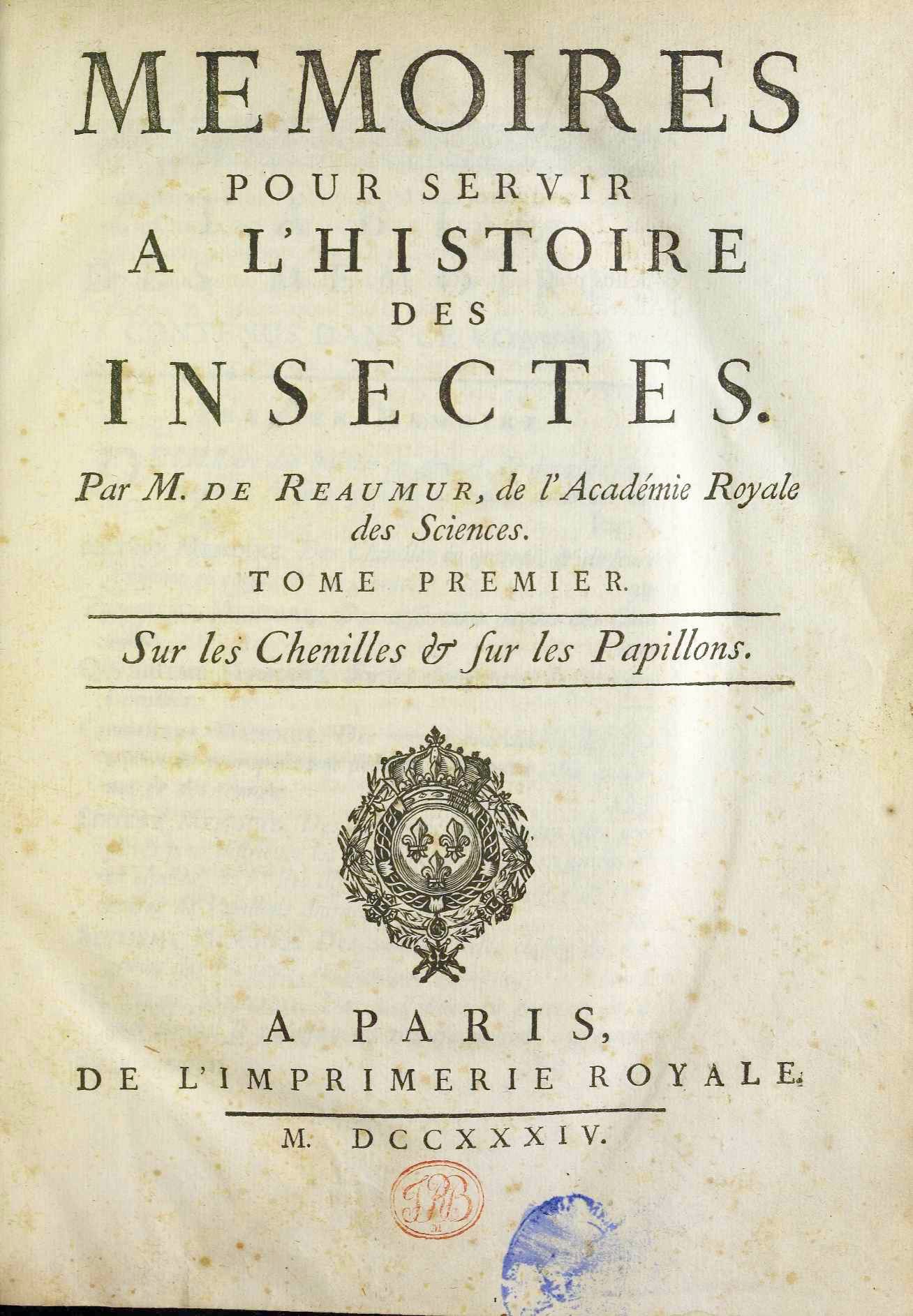
Mémoires pour servir a l'histoire des insectes, 1734

### Edizioni
- (FR) Mémoires pour servir à l'histoire des insectes, vol. 1, Parigi, Imprimerie Royale, 1734.
- (FR) Mémoires pour servir à l'histoire des insectes, vol. 2, Parigi, Imprimerie Royale, 1736.
- (FR) Mémoires pour servir à l'histoire des insectes, vol. 3, Parigi, Imprimerie Royale, 1737.
- (FR) Mémoires pour servir à l'histoire des insectes, vol. 4, Parigi, Imprimerie Royale, 1738.
- (FR) Mémoires pour servir à l'histoire des insectes, vol. 5, Parigi, Imprimerie Royale, 1740.